# Last Buzz
Last Buzz, skivmärke baserat i Göteborg. Startades 1978 som göteborgsavdelningen av Sista Bussen, i eget namn sedan 1981. Tidigare en ideell förening, numera en ekonomisk förening.
Last Buzz är aktivt än idag, med inriktning på "blues-, rock 'n' roll- och rootsmusik". De sköter såväl produktion, inspelning som distribution. I organisationen ingår också musikförlaget Out of Time Music, skivmärket Termos Musik, och videomärket Further Line Productions.
Bland skivmärkets artister kan nämnas Sven Zetterberg, KnockOut Greg, Mike Sanchez, Jump 4 Joy, och Bluebirds.